# Ben Shapiro
Benjamin Aaron Shapiro (n. 15 ianuarie 1984, Los Angeles, California, SUA) este un comentator conservator, gazdă a unor emisiuni media și debater. Acesta devine la vârsta de 17 ani cel mai tânăr redactor⁠(d) din Statele Unite ale Americii. Shapiro redactează articole pentru Creators Syndicate⁠(d), Newsweek și revista Ami⁠(d), este fost editor în cadrul companiei sale media The Daily Wire⁠(d) și gazda podcast-ului/emisiunii radio The Ben Shapiro Show⁠(d) unde discută subiecte politice de actualitate. A activat în calitate de redactor al Breitbart News între 2012 și 2016. Acesta a redactat unsprezece cărți.

## Biografie
Shapiro s-a născut în Los Angeles, California într-o familie de evrei conservatori⁠(d) de origine rusă⁠(d) și lituaniană⁠(d). La vârsta de nouă ani, familia sa a adoptat convingerile iudaismului ortodox. A început să cânte la vioară de la o vârstă fragedă și a interpretat în cadrul banchetului Israel Bonds⁠(d) în 1996 la vârsta de 12 ani. Ambii părinți lucrau în Hollywood: mama sa la o companie de televiziune și tatăl său era compozitor.
După ce a parcurs 2 ani de studiu într-un an școlar de două ori (a evitat clasa a III-a și clasa a IX-a), Shapiro a fost transferat din gimnaziul Walter Reed⁠(d) situat în Valea San Fernando la liceul Universitatea Yeshiva din Los Angeles⁠(d) în Westside⁠(d) unde a absolvit în 2000 la vârsta de 16 ani. Și-a încheiat studiile universitare în cadrul Universității din California în 2004 la vârsta de 20 de ani și a obținut o licență summa cum laude⁠(d) în științe politice. De asemenea, a încheiat studiile cum laude în cadrul Harvard Law School⁠(d) în 2007. După finalizarea studiilor, Shapiro a lucrat în cabinetul de avocatură al Goodwin Procter⁠(d). Începând din martie 2021, acesta conduce o firmă de consultanță juridică - Benjamin Shapiro Legal Counsulting - în Los Angeles.